# Petriča
Petriča (cyr. Петрича) – wieś w Bośni i Hercegowinie, w Republice Serbskiej, w gminie Srebrenica. W 2013 roku liczyła 265 mieszkańców.